# Кропотов, Михаил Васильевич
Михаил Васильевич Кропотов (1923—1945) — лейтенант Рабоче-крестьянской Красной Армии, участник Великой Отечественной войны, Герой Советского Союза (1945).

## Биография
Михаил Кропотов родился 27 апреля 1923 года в селе Богдановка Седельниковской волости Тарского уезда Омской губернии. После окончания семи классов школы работал в райотделении Госбанка СССР. В 1941 году Кропотов был призван на службу в Рабоче-крестьянскую Красную Армию. Окончил курсы инструкторов при Тюменском пехотном училище. С декабря 1943 года — на фронтах Великой Отечественной войны. К февралю 1945 года лейтенант Михаил Кропотов командовал ротой 870-го стрелкового полка, 287-й стрелковой дивизии, 3-й гвардейской армии, 1-го Украинского фронта. Отличился во время освобождения Польши.
14 февраля 1945 года рота Кропотова переправилась через реку Бобер к юго-западу от города Зелёна-Гура и выбила противника из занимаемых им траншей, после чего удерживала захваченные позиции до переправы всего полка. 16 февраля 1945 года Кропотов погиб в бою. Похоронен в польском городе Кожухув.

## Награды
Указом Президиума Верховного Совета СССР от 27 июня 1945 года лейтенант Михаил Кропотов посмертно был удостоен высокого звания Героя Советского Союза. Также был награждён орденами Ленина, Отечественной войны 1-й и 2-й степеней, Красной Звезды, рядом медалей.

## Память
В честь Кропотова был установлен памятник (скульптор Пётр Карякин), а также названы улица и колхоз в его родном селе.